# Унеюв (гміна)
Гміна Унеюв (пол. Gmina Uniejów) — місько-сільська гміна у центральній Польщі. Належить до Поддембицького повіту Лодзинського воєводства.
Станом на 31 грудня 2011 у гміні проживало 7225 осіб.

## Площа
Згідно з даними за 2007 рік площа гміни становила 129.01 км², у тому числі:
- орні землі: 82.00%
- ліси: 9.00%

Таким чином, площа гміни становить 14.65% площі повіту.

## Населення
Станом на 31 грудня 2011:
| Опис     | Загалом | Загалом | Чоловіки | Чоловіки | Жінки | Жінки |
| -------- | ------- | ------- | -------- | -------- | ----- | ----- |
| одиниця  | осіб    | %       | осіб     | %        | осіб  | %     |
| все      | 7225    | 100     | 3550     | 49.13    | 3675  | 50.87 |
| міське   | 3004    | 100     | 1403     | 46.70    | 1601  | 53.30 |
| сільське | 4221    | 100     | 2147     | 50.86    | 2074  | 49.14 |

## Сусідні гміни
Гміна Унеюв межує з такими гмінами: Брудзев, Вартковіце, Добра, Домбе, Поддембіце, Пшикона, Швініце-Варцьке.